# Sebastián Julio
Sebastián Ignacio Julio Muñoz (Viña del Mar, Chile, 26 de diciembre de 1996) es un futbolista chileno que juega como delantero en Municipal Limeño de El Salvador.

## Trayectoria
Oriundo de Viña del Mar, es un producto de las inferiores de Deportes Santa Cruz, club con el debutó en el profesionalismo durante 2016. En el cuadro unionista marcó 12 goles en 42 partidos.
En su país natal, también defendió las camisetas de Deportes Colina, Fernández Vial, Independiente de Cauquenes e Iberia. Con Deportes Colina, logró el ascenso a la Segunda División de Chile en la temporada 2018, y marcando dos goles en la primera victoria de la temporada siguiente, en el debut del equipo en el fútbol profesional chileno.
En diciembre de 2022, es anunciado como nuevo jugador del Luis Ángel Firpo de la Primera División de El Salvador, junto a su compatriota Felipe Brito. Tras fin de torneo, y con el club envuelto en una crisis económica, con deudas de hasta dos meses en los sueldos de los jugadores, Julio comenzó a subastar a través de su cuenta de Instagram camisetas, pantalones y zapatos con el fin de obtener dinero para costear su pasaje de vuelta a Chile. Finalmente, fue el SIFUP quien le ofreció ayuda económica para volver.

## Clubes
| Club                       | País        | Año       |
| -------------------------- | ----------- | --------- |
| Deportes Santa Cruz        | Chile       | 2016-2017 |
| Deportes Colina            | Chile       | 2018-2019 |
| Fernández Vial             | Chile       | 2020      |
| Deportes Colina            | Chile       | 2020      |
| Independiente de Cauquenes | Chile       | 2021      |
| Iberia                     | Chile       | 2022      |
| Luis Ángel Firpo           | El Salvador | 2023      |
| Alianza FC                 | El Salvador | 2024      |
| Municipal Limeño           | El Salvador | 2025-Act. |